# 巨蛇座ω
巨蛇座ω（ω Ser、ω Serpentis）是一顆位于巨蛇座的恆星。

## 物理性質
巨蛇座ω是一顆黃色的G型巨星，視星等為+5.21。
根據從地球上觀察到的每年11.93 mas的視差變化，天文學家推測巨蛇座ω距離太陽約273光年。 在這個距離上，由於星際塵埃，視星等會減弱0.19等。它是大熊座移動星群的成員，位於這組恆星的外側，共同移動方向大致一樣。
巨蛇座ω的年齡估計約為40億年，恆星分類為G8 III。它是一顆紅群聚星，意味著核心透過氦核融合產生能量。這顆恆星的質量估計為太陽的120%，但已膨脹至太陽半徑的10.48倍。它的光球層輻射光度是太陽光度的69倍，溫度為4,797 K。